# Frixos

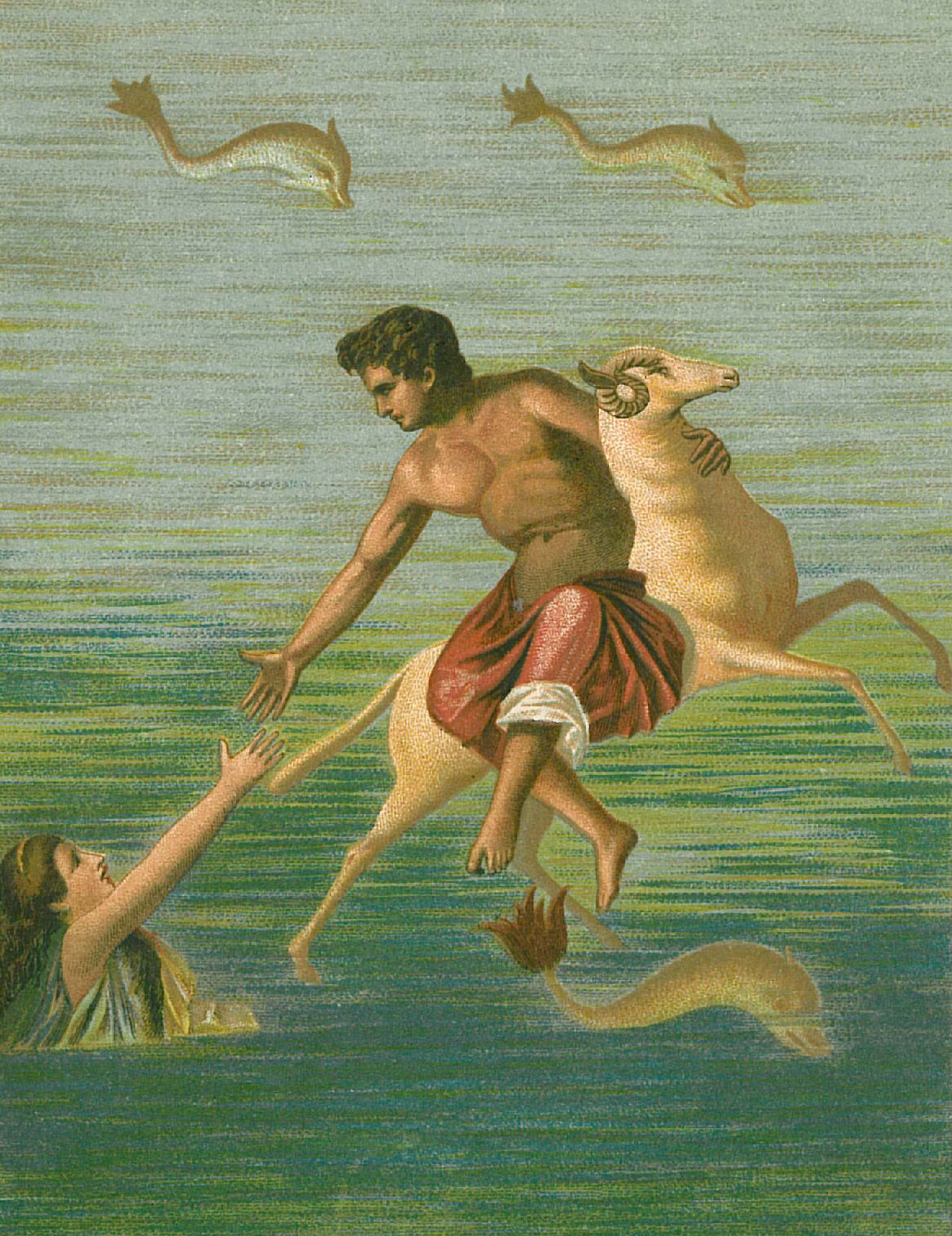
Frixos i Hel·le.

Frixos (en grec antic Φρίξος), en la mitologia grega, fou un heroi grec, fill d'Atamant (rei d'Orcomen) i de Nèfele.
El seu pare Atamant, seguint els consells de la seva segona dona, Ino, va voler sacrificar els seus dos fills a Zeus, però el déu va enviar als dos infants un moltó alat amb el velló d'or que se'ls va endur i els va salvar del sacrifici. Una altra versió explica que va ser Nèfele, la mare, qui havia donat aquest moltó meravellós als seus fills. Frixos i Hel·len van marxar d'Orcomen i van volar cap a orient. Durant el viatge Hel·le va caure al mar i es va ofegar, però Frixos va arribar a la Còlquida, on fou acollit pel rei Eetes. Es casà amb Calcíope, filla d'Eetes. I Frixos, com a agraïment, va sacrificar el moltó a Zeus i va oferir el velló al rei, que el va clavar en una alzina en un bosc consagrat al déu. Aquest velló és el motiu de l'expedició dels argonautes. De la unió de Frixos amb Calcíope van néixer molts fills, però destaquen Argos, Citissor, Frontis i Melas.
Segons es deia, fou mort pel seu sogre Eetes perquè l'oracle havia dit que un descendent d'Èol el destronaria. Però una altra versió diu que Frixos va passar tota la seva vida al palau d'Eetes i va morir molt vell, i els seus fills van retornar a Orcomen, on van recuperar el reialme.